# Rafael Magallanes
José Rafael Magallanes (26 settembre 1955) è un ex schermidore venezuelano.

## Biografia
Ha partecipato ai Giochi della XXIII Olimpiade di Los Angeles nel 1984.

## Palmarès
In carriera ha conseguito i seguenti risultati:
- Giochi Panamericani:

Caracas 1983: argento nel fioretto individuale e bronzo a squadre.